# 3D-Ultraschall
Als 3D-Ultraschall, auch 3D-Sonografie genannt, wird die um eine Dimension erweiterte zweidimensionale Darstellung beispielsweise bei Ultraschall-Untersuchungen im Rahmen der Pränataldiagnostik in der Schwangerschaft bezeichnet.

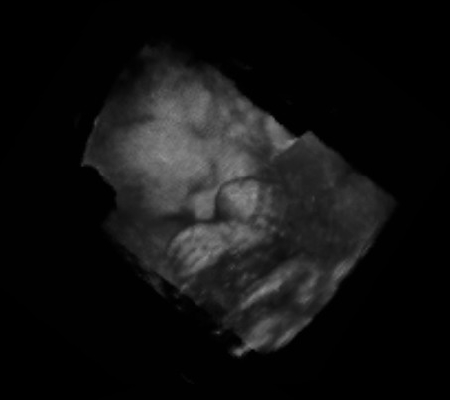
3D-Darstellung eines menschlichen Fötus. Deutlich erkennbar sind Gesicht und beide Hände.

Die dreidimensionale Betrachtung (3D) ermöglicht eine räumliche Darstellung des ungeborenen Kindes bzw. einzelner Organe und Körperpartien. Der 3D-Ultraschall ist eine besondere Methode der Ultraschall-Untersuchung und unterscheidet sich für die Schwangere oder den Patienten vom Ablauf her nicht von anderen Ultraschall-Untersuchungen.
Ein um die Dimension der Zeit erweitertes Verfahren des 3D-Ultraschalls ist der 4D-Ultraschall.

## Diagnostik in der Schwangerschaft
Bereits mit dem Feinultraschall oder dem üblichen Ultraschall festgestellte oder vermutete körperliche Besonderheiten (dazu gehören Herzfehler, Gesichts-Spalten sowie Formen von Neuralrohrfehlbildungen wie Spina bifida aperta oder Anenzephalie) können oft deutlicher mit dem 3D-Ultraschall gesehen und dementsprechend oft in ihrer Ausprägung und Behandelbarkeit besser eingeschätzt werden.
Chromosomale Besonderheiten (beispielsweise Down-Syndrom, Edwards-Syndrom, Pätau-Syndrom) können nicht diagnostiziert werden. Lediglich bestimmte körperliche Auffälligkeiten (siehe auch: Softmarker) können Hinweise auf eine Chromosomenbesonderheit geben, sodass eine Amniozentese zur Diagnostik in Erwägung gezogen werden kann.
Die günstigsten Zeiträume für 3D-Aufnahmen sind die 12. bis 16. Schwangerschaftswoche (für Bilder vom ganzen Ungeborenen) und die 25. bis 33. Schwangerschaftswoche (für Detailbilder einzelner Organe und Körperpartien des Ungeborenen). Auch frühere und spätere Untersuchungszeitpunkte sind prinzipiell möglich.
Oft werden 3D-Aufnahmen mit einem NT-Screening (= Messung der Nackentransparenz des Ungeborenen) kombiniert oder in der Zeit um die 26. Schwangerschaftswoche gemacht. Wie gut das Ungeborene bzw. seine einzelnen Organe und Körperpartien zu sehen sind und ob auch das Geschlecht erkannt werden kann, hängt nicht nur vom Untersuchungsgerät und dem Können des Arztes ab, sondern auch von Faktoren wie der Lage des Ungeborenen, des Plazenta-Sitzes, der Fruchtwassermenge (wenig Fruchtwasser bedeutet schlechtere Schallleitung), der Schwangerschaftswoche und der Dicke der mütterlichen Bauchdecke.

## Bilder als Andenken
Wenn die Umstände günstig sind, können die Schwangeren beziehungsweise die Elternpaare das Kind betrachten und gelungene Bilder des Kindes erhalten. Der 3D-Ultraschall ist jedoch speziell für feindiagnostische Untersuchungen vorgesehen und wird von speziellen Frauenärzten/Pränatalzentren ab der DEGUM-Stufe 2 oder 3 durchgeführt. In solchen Ultraschallpraxen werden teilweise auch reine Erinnerungsbilder ohne parallele Untersuchung angefertigt bzw. angeboten. Seit dem 1. Januar 2021 ist eine nicht medizinisch indizierte Ultraschalluntersuchung von Föten in Deutschland verboten. Siehe hierzu auch den entsprechenden Abschnitt bei Schwangerschaftsvorsorge. Hintergrund sind nicht ausreichend geklärte Grenzwerte und Effekte, verbunden mit einem Vorsorgeprinzip.

## Bilder
- Verlauf der Schwangerschaft mit 3D-Ultraschall I (Memento vom 2. Februar 2007 im Internet Archive)
- Verlauf der Schwangerschaft mit 3D-Ultraschall II (Memento vom 29. Januar 2009 im Internet Archive)